# Stazione di San Bortolo
La stazione di San Bortolo era una fermata ferroviaria posta lungo la linea ferroviaria a scartamento ridotto Trieste-Parenzo chiusa il 31 agosto 1935 e demolita successivamente. Era al servizio della località San Bortolo, oggi insediamento di Seča (Sezza), frazione di Pirano.